# 帕馬 (密蘇里州)
帕馬（英語：Parma）是位於美國密蘇里州新馬德里縣的城市。

## 人口
根據2020年美國人口普查的數據，帕馬的面積為1.65平方千米，皆為陸地。當地共有人口555人，而人口密度為每平方千米336人。